# Niederer Burgstall (Kalkkögel)
Der Niedere Burgstall ist ein 2436 m hoher Berg in den Stubaier Alpen im österreichischen Bundesland Tirol.

## Lage und Umgebung
Der Niedere Burgstall liegt in den Kalkkögeln im Stubaital, südwestlich von Innsbruck. Nachbargipfel im Südwesten ist der 2611 m hohe Hohe Burgstall. Vom Gipfel bietet sich ein Blick ins Stubaital, bis hin zum Zuckerhütl (3507 m), ins Oberbergtal, zum Serleskamm und ins Inntal.

## Anstiege
Von der Schlick führt ein markierter Weg auf das Sennjoch, anschließend über das Burgstalljoch zum Gipfel (1½ Stunden). Im Winter ist der Niedere zusammen mit dem Hohen Burgstall ein beliebtes Ziel bei Skitourengänger.
Vom Gipfel führen Wege zur Starkenburger Hütte, zur Schlicker Alm, zum Hohen Burgstall und über die Schlicker Scharte zur Franz-Senn-Hütte bzw. zur Adolf-Pichler-Hütte.